# Tubeufia paludosa
Tubeufia paludosa är en svampart som först beskrevs av P. Crouan & H. Crouan, och fick sitt nu gällande namn av Rossman 1977. Tubeufia paludosa ingår i släktet Tubeufia och familjen Tubeufiaceae.   Inga underarter finns listade i Catalogue of Life.